# 梅毓
梅毓（1843年—1882年），字延祖。江苏甘泉人。

## 生平
道光二十三年（1843年）出生，隔日生父以病去世，端賴其母黃孺人教養成人。同治九年舉人，候選教諭。光绪六年（1880），大挑二等，以教谕注选吏部。長年研究經學，精於《穀梁传》，又尝治《毛诗郑笺》、《小尔雅》。又拟续江藩之《汉学师承记》。梅植之生前與柳兴恩分治《穀梁传》未完成，“发凡起例而已”，延祖繼承父志，草擬《穀梁正義》數卷，光緒八年（1882年），未定稿而遽逝，年僅四十。著有《穀梁正義長編》一卷、《刘更生年表》一卷。

## 家族
父梅植之。